# فیله، هلند
وی‌یل (به هلندی: Veele) یک منطقهٔ مسکونی در هلند است که در وسترولد واقع شده‌است.